# Grafheuvels Vijlenerbos
De grafheuvels van het Vijlenerbos zijn een aantal grafheuvels die in het zuidoostelijke en oostelijke deel van het Vijlenerbos gelegen zijn. Ze liggen ten zuidoosten van Vijlen en ten westen van Vaals in de gemeente Vaals. Wanneer men hier het bos uit gaat komt men uit in Raren. Het gaat om één solitaire heuvel (zuidoost) en een terrein van ten minste zeven grafheuvels waarin er twee grafheuvels duidelijk zichtbaar zijn (oost). De grafheuvels worden gedateerd in de bronstijd.
Uit grafheuvels in het Malensbosch (deel van het Vijlenerbos) kan worden afgeleid dat het gebied al lang voor de Romeinse tijd bewoond werd. Deze ronde heuveltjes in het bos zijn waarschijnlijk tussen de 3500 en 5000 jaar oud. De meeste van deze grafheuvels zijn in de jaren twintig en dertig van de twintigste eeuw opgegraven door de Duitse geoloog Liese, maar sommige zijn nog onaangeroerd. Een van de meest herkenbare grafheuvels in het Malensbos, het “Kindergraf”, is aan één kant open en inmiddels voorzien van een informatiebordje. Het graf dankt zijn naam aan de melktandjes die er tussen de crematieresten werden gevonden. Verdere kostbare bezittingen ontbraken echter. Gezien het feit dat er wel enkele scherven uit de Romeinse tijd werden gevonden, gaan deskundigen ervan uit dat het graf geplunderd is door de Romeinen.
| Coördinaten | Coördinaten                            | Coördinaten                   |
| ----------- | -------------------------------------- | ----------------------------- |
| oost        | opengewerkte grafheuvel aan de weg     | 50° 46′ 1″ NB, 5° 58′ 59″ OL  |
| oost        | grafheuvel aan wandelpad               | 50° 45′ 55″ NB, 5° 58′ 52″ OL |
| zuidoost    | solitaire grafheuvel dieper in het bos | 50° 45′ 30″ NB, 5° 58′ 45″ OL |

De opengewerkte grafheuvel aan de weg

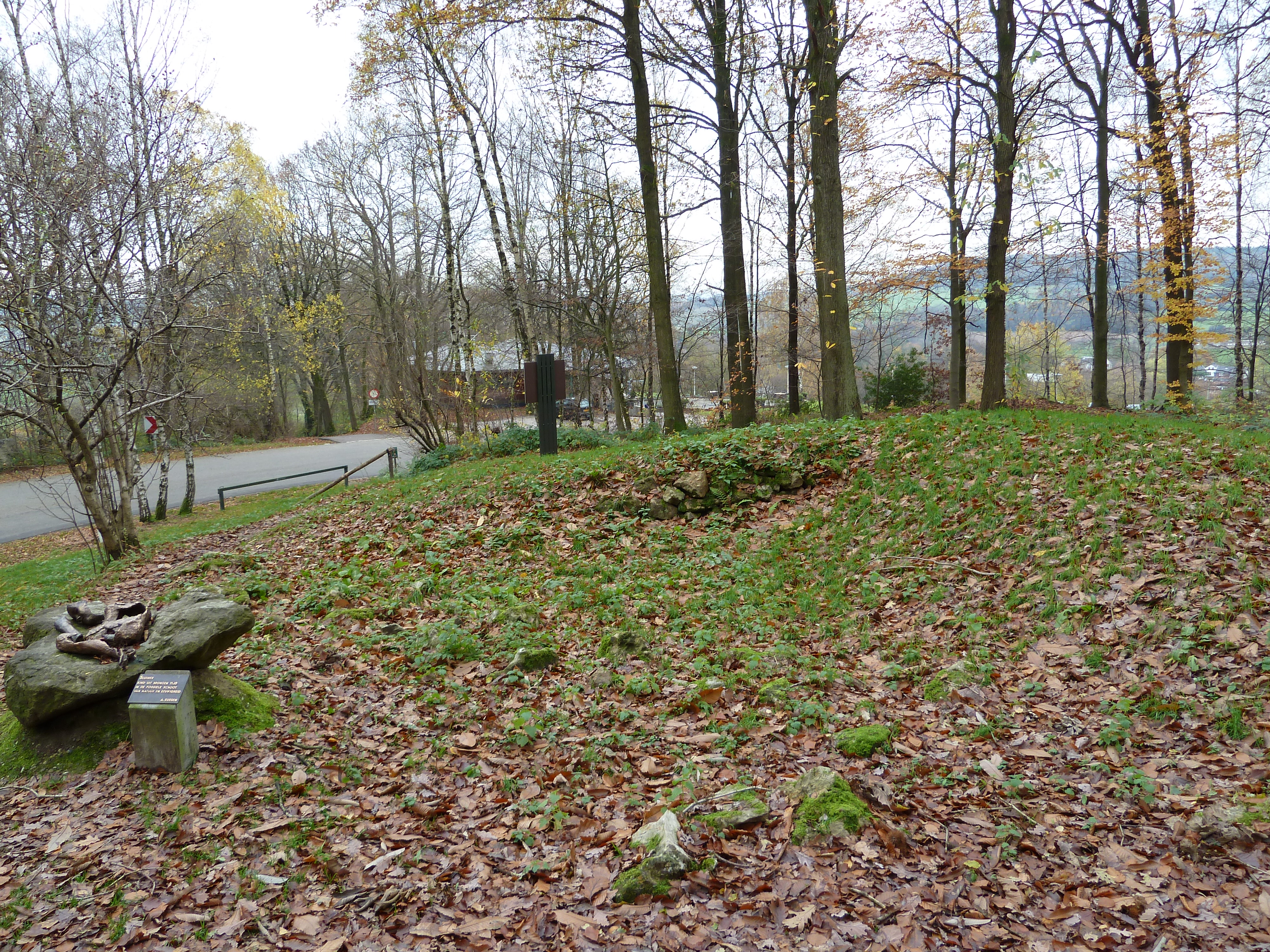
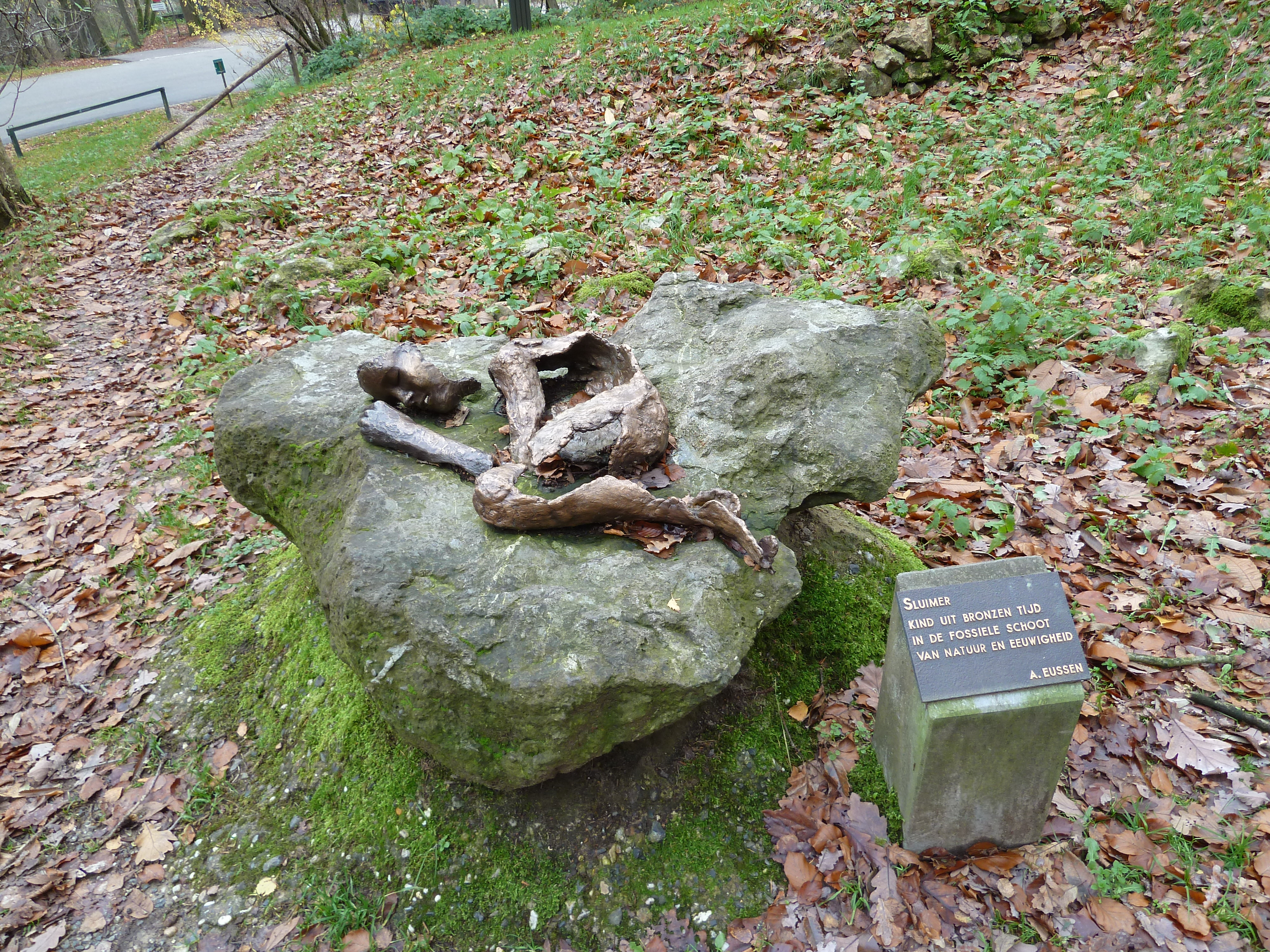
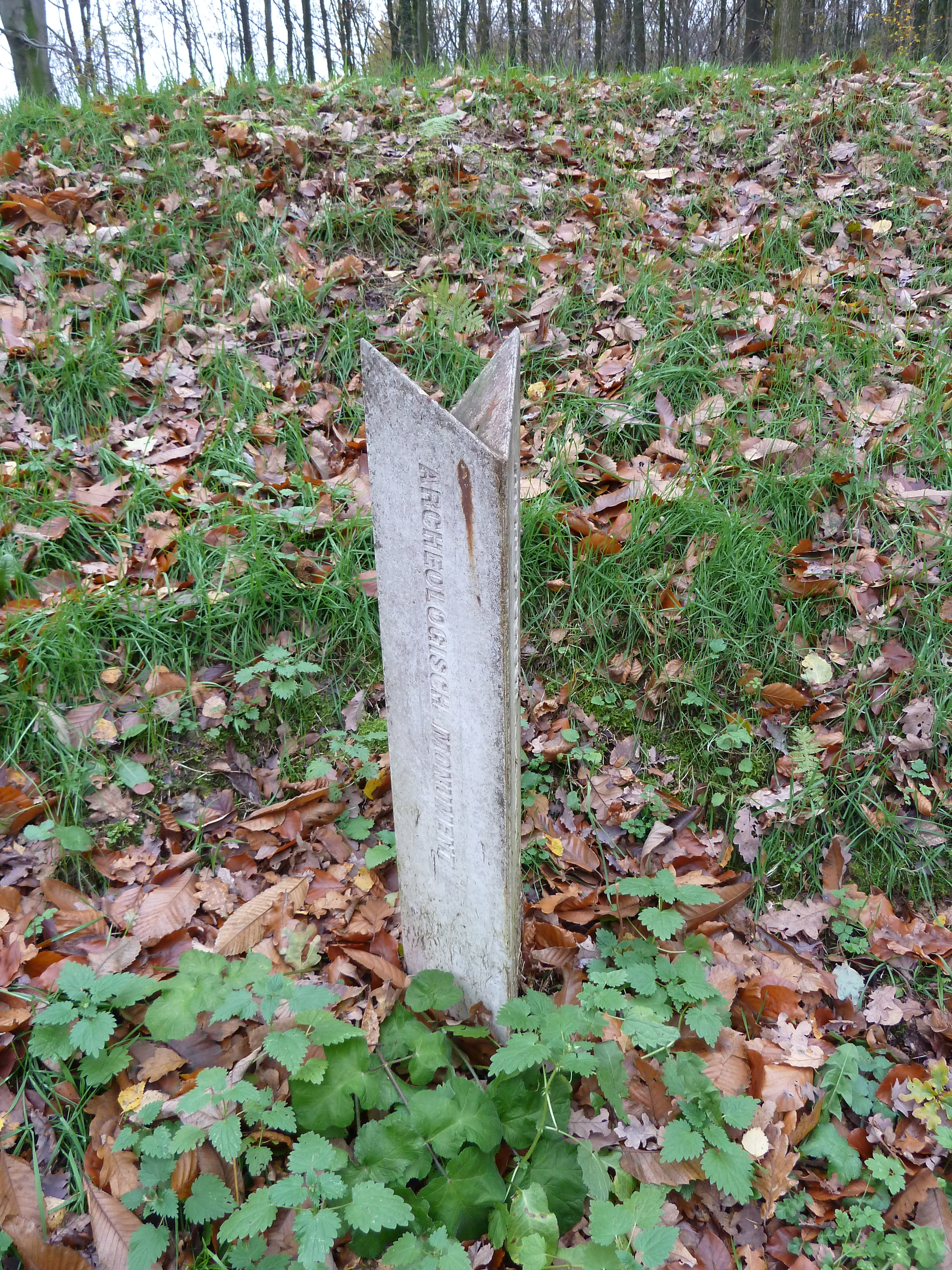

De grafheuvel aan het wandelpad

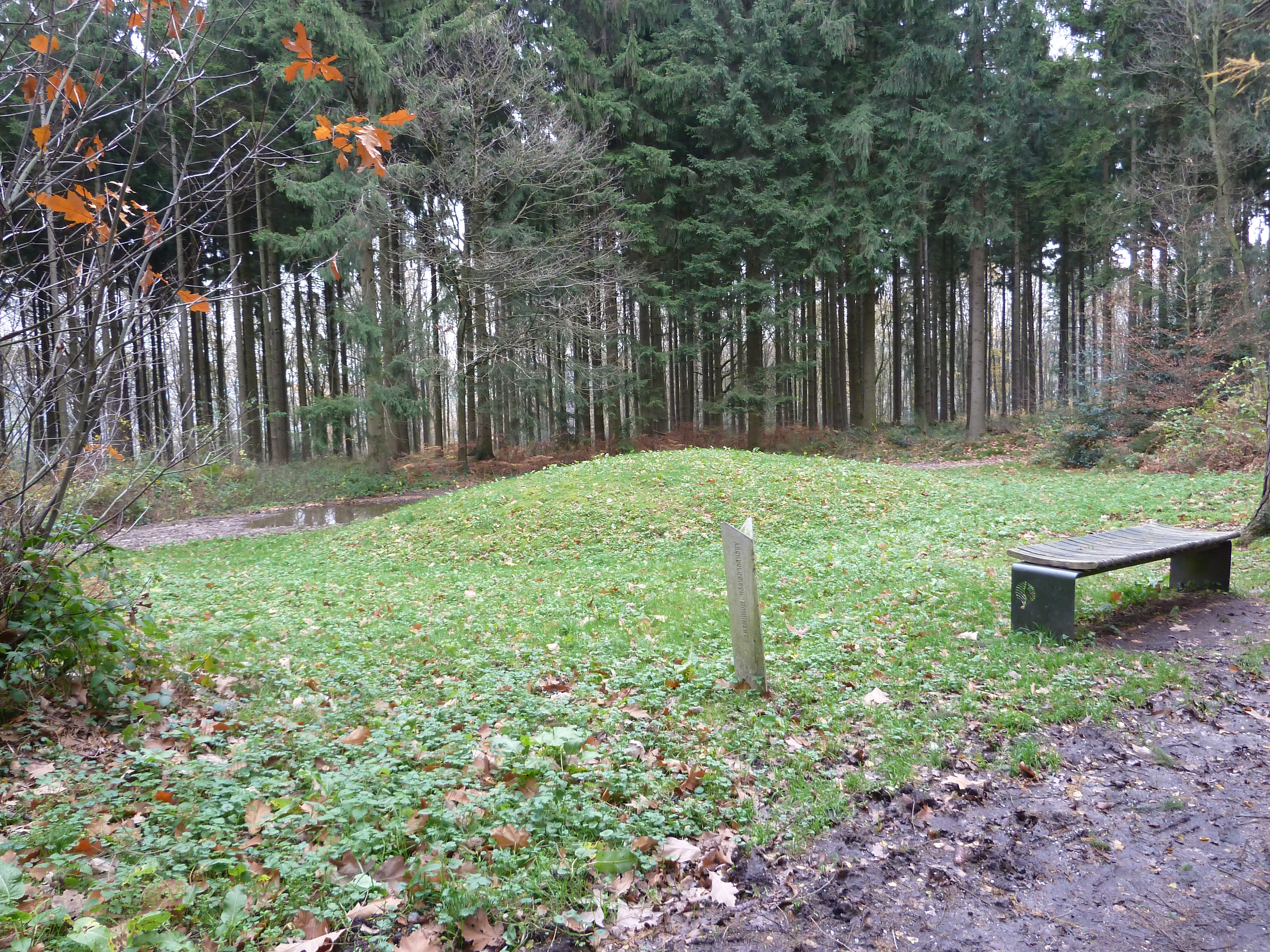
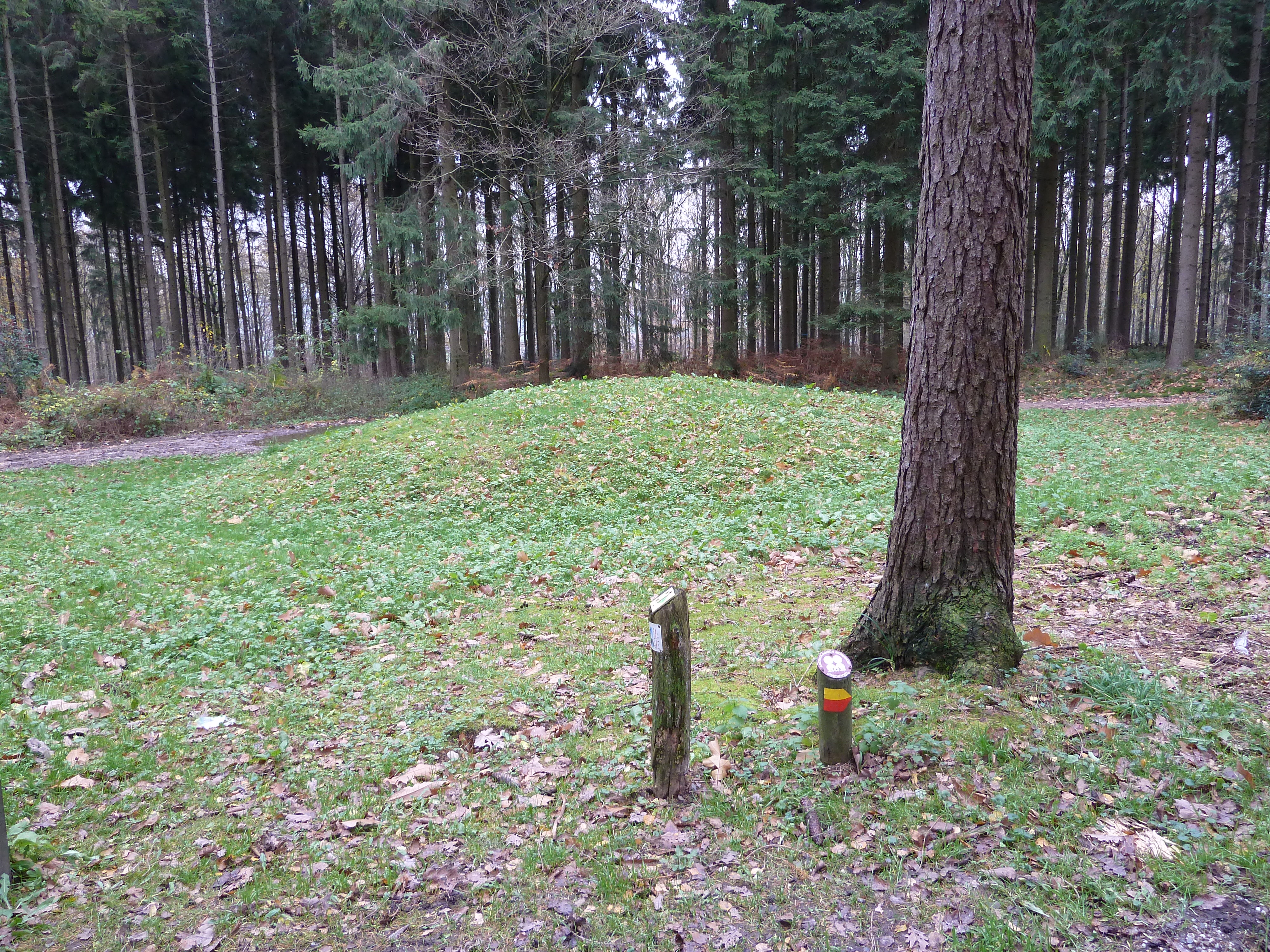
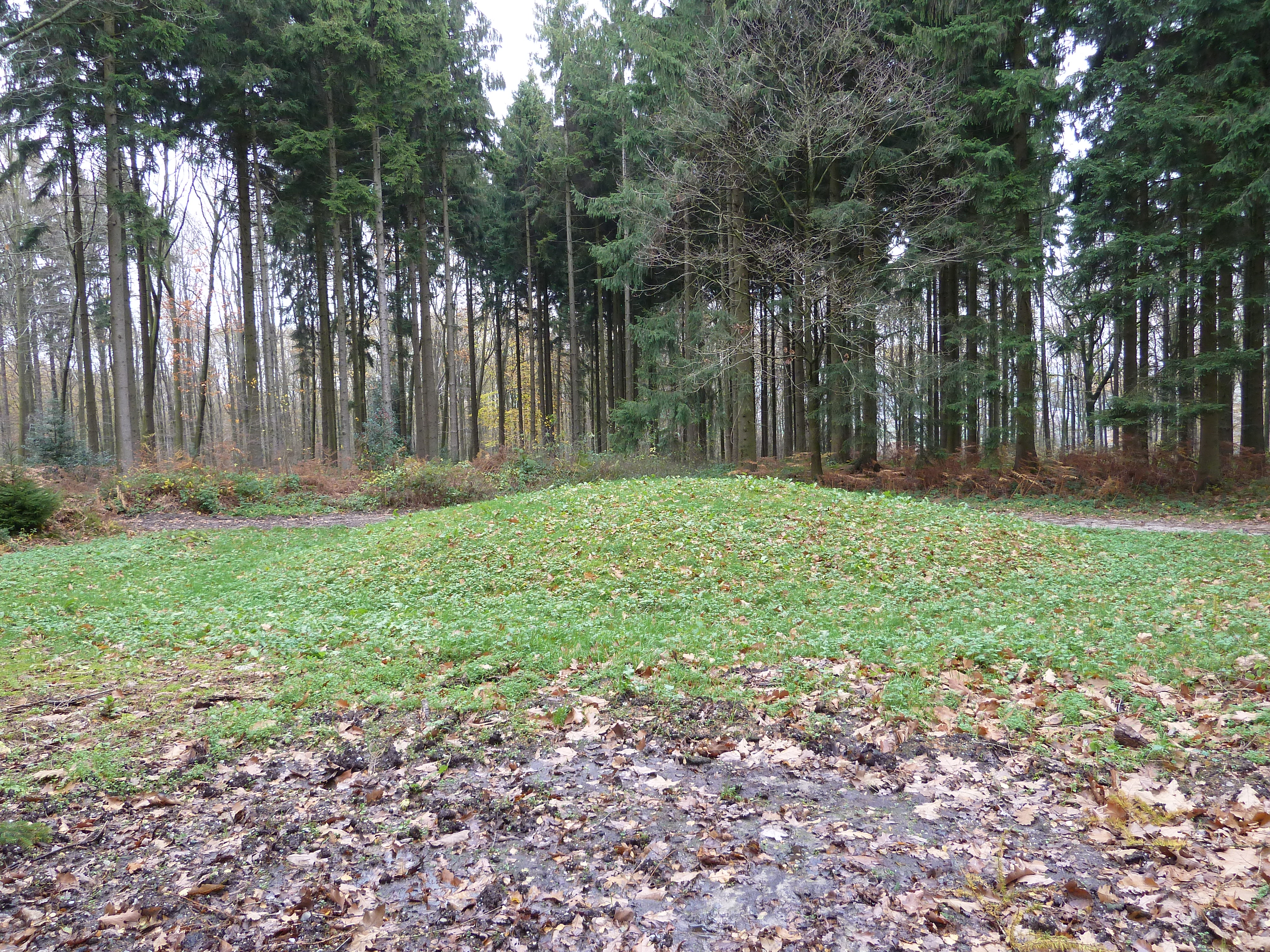

De solitaire grafheuvel dieper in het bos

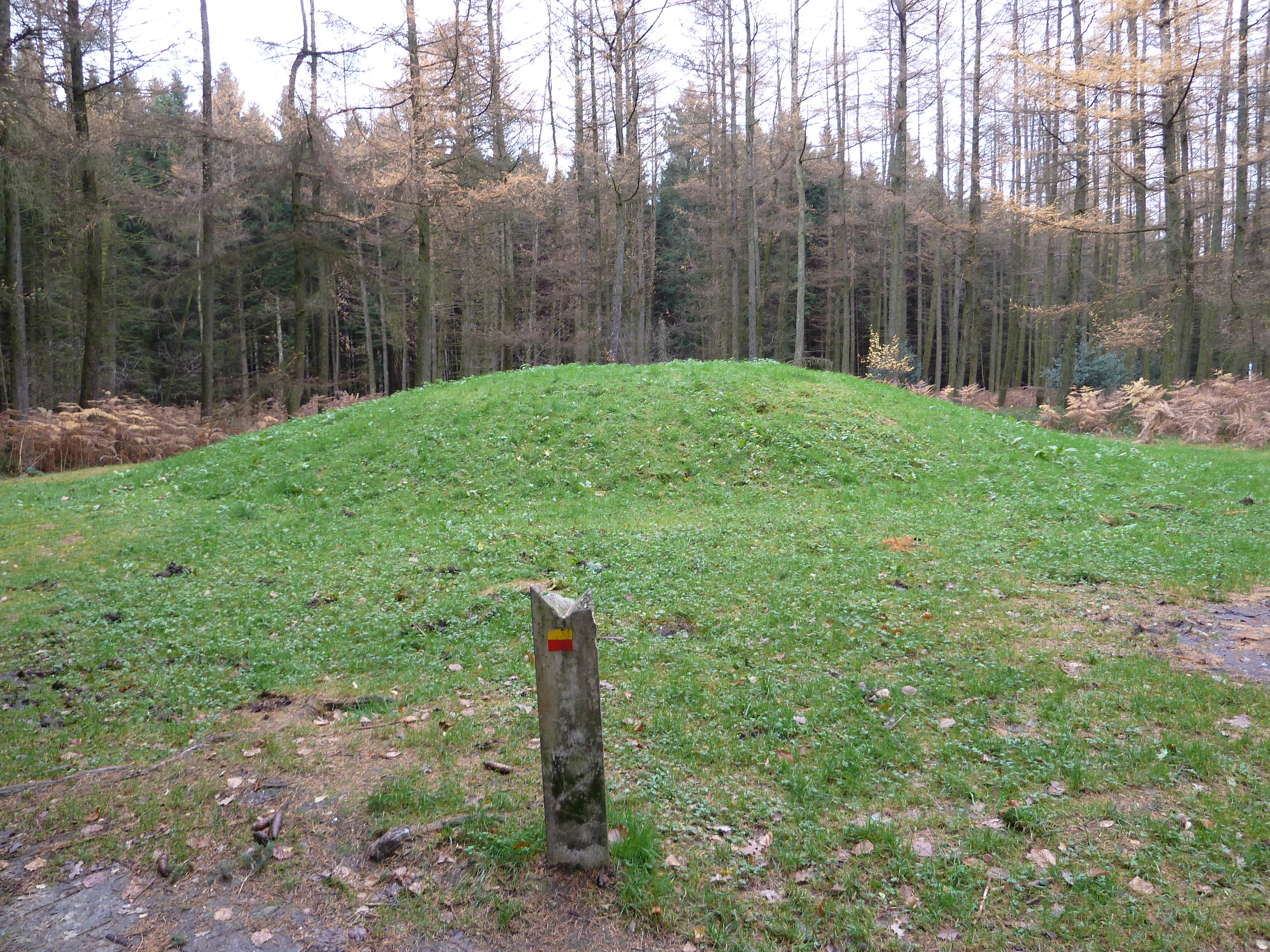
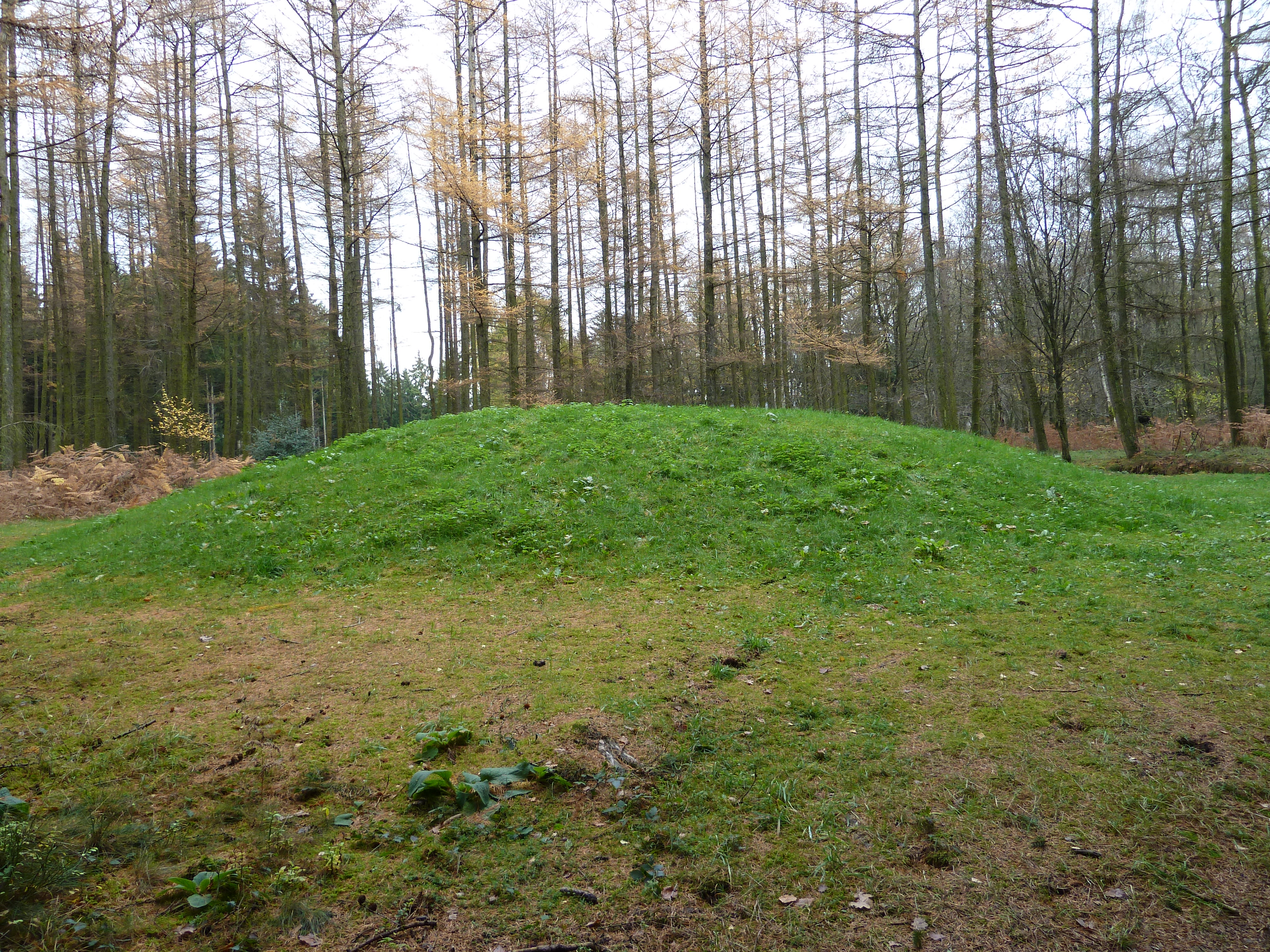
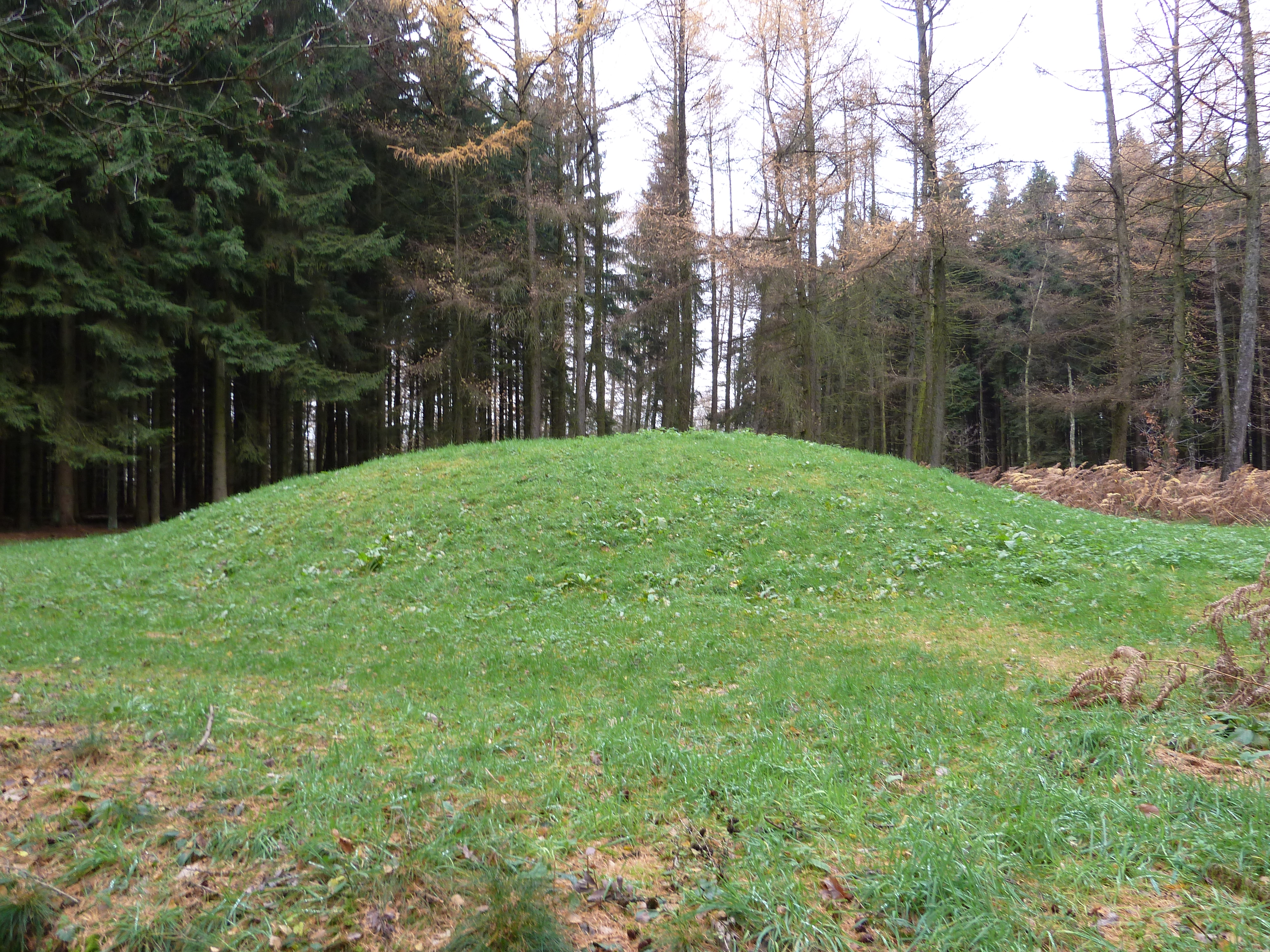